# Бранко Цвејић
Бранко Цвејић (Београд, 25. август 1946 — Београд, 26. јул 2022) био је српски глумац.

## Биографија
Његов отац био је оперски певач и професор Музичке школе „Станковић” Жарко Цвејић (1907—1994).
Бранко Цвејић је дипломирао глуму на Факултету драмских уметности у Београду 1969. године и од тада је стални члан Југословенског драмског позоришта. Осим што је играо био је и управник Југословенског драмског позоришта у периоду од 2002 до 2011. године. Као гост је играо у Позоришту Атеље 212 и Звездара театру.
Популарност је стекао улогом Банета Бумбара у телевизијској серији „Грлом у јагоде”.
Почетком јула 2022. године хоспитализован је и оперисан од рака дебелог црева. Наредних недеља стање му се нагло погоршало због кардиоваскуларних проблема и проблема са плућима. Услед великих летњих врућина, стање му се нагло погоршало 26. јула 2022. године и Цвејић је преминуо од последица срчаног удара. Сахрањен је 1. августа 2022. године на Новом гробљу у Београду. Комеморација је била 7. октобра 2022. у Југословенском драмском позоришту.
Сећања колега и пријатеља о глумцу обједињена су у књигу „Са Цвејом”, коју је приредила Бека Вучо а објавили Клио и Мој Балкан.

## Филмографија
| Год.       | Назив                                             | Улога                                      |
| ---------- | ------------------------------------------------- | ------------------------------------------ |
| 1960-е     |                                                   |                                            |
| 1962.      | Прозван је и V-3                                  | Станимиров                                 |
| 1967.      | Једно туце жена                                   |                                            |
| 1967.      | Дим                                               | Зигфридов син                              |
| 1968.      | Дијапазон - Мирослав Радојчић (документарни филм) | Лично                                      |
| 1968.      | Вишња на Ташмајдану                               | Марко                                      |
| 1968.      | Младићи и девојке 1 (серија)                      |                                            |
| 1968.      | Има љубави, нема љубави                           |                                            |
| 1968.      | Сирота Марија                                     | Цига музичар                               |
| 1969.      | Необавезно (документарни филм)                    |                                            |
| 1969.      | Суфле                                             |                                            |
| 1969.      | Три серенаде                                      |                                            |
| 1969.      | Младићи и девојке 2                               |                                            |
| 1969.      | Хајде да се играмо                                |                                            |
| 1969.      | Рађање радног народа                              | Степин син Бобан                           |
| 1970-е     |                                                   |                                            |
| 1971.      | Цео живот за годину дана                          |                                            |
| 1972.      | Самоубица (ТВ)                                    | Глувонеми младић                           |
| 1972.      | Како (ТВ серија)                                  |                                            |
| 1973.      | Дубравка                                          |                                            |
| 1973.      | Камионџије                                        | секретар у предузећу                       |
| 1973.      | Наше приредбе (ТВ серија)                         | Љубо Новосел                               |
| 1973.      | Глумци (ТВ серија)                                |                                            |
| 1973.      | Паја и Јаре - Камионџије                          |                                            |
| 1974.      | Мистер Долар                                      |                                            |
| 1974.      | Провод (ТВ)                                       | Кедге                                      |
| 1974.      | Позориште у кући 2                                | пропагандиста                              |
| 1974.      | Димитрије Туцовић (ТВ серија)                     | Таса Милојевић                             |
| 1975.      | Синови                                            | Нови директор                              |
| 1975.      | Доле са оружјем                                   | Музичар на усној хармоници                 |
| 1975.      | Лепеза леди Виндемир (ТВ)                         | Господин Сесил Грејем                      |
| 1975.      | Голгота                                           |                                            |
| 1975.      | Отписани                                          | Џокеј                                      |
| 1975.      | Ђавоље мердевине                                  |                                            |
| 1976.      | Вуци и овце                                       |                                            |
| 1976.      | Морава 76                                         |                                            |
| 1976.      | Грлом у јагоде                                    | Бане „Бумбар“ Живковић                     |
| 1977.      | Васа Железнова                                    |                                            |
| 1977.      | Црни дани                                         |                                            |
| 1977.      | Љубавни живот Будимира Трајковића                 | професор Плавишић                          |
| 1977.      | Никола Тесла                                      | Кулисић                                    |
| 1977.      | Мирис пољског цвећа                               | Коле                                       |
| 1978.      | Момци из Црвене дуге (ТВ)                         |                                            |
| 1978.      | Пучина                                            | Станковић                                  |
| 1978.      | Мисао                                             |                                            |
| 1978.      | Браво маестро                                     | председник савјета                         |
| 1979.      | Срећна породица                                   | Ујаков колега                              |
| 1979.      | Срећна породица (ТВ серија)                       | Ујаков колега                              |
| 1979.      | Пупинове звезде                                   |                                            |
| 1979.      | Полетарац                                         |                                            |
| 1979.      | Господин Димковић                                 | Новинар Вељић                              |
| 1980-е     |                                                   |                                            |
| 1980.      | Мајстори, мајстори!                               | Коле                                       |
| 1980.      | Петријин венац                                    | Др. Станимировић                           |
| 1980.      | Хусинска буна                                     |                                            |
| 1980.      | Авантуре Боривоја Шурдиловића                     | Веснин бивши вереник                       |
| 1980.      | Хајдук                                            | Ћопа                                       |
| 1980.      | Снови, живот, смрт Филипа Филиповића              | Господин у кафани                          |
| 1980.      | Врућ ветар                                        | Миша, гост на пријему / Веснин бивши дечко |
| 1980.      | Госпођица                                         |                                            |
| 1981.      | Ерогена зона                                      | Боки                                       |
| 1981.      | Сок од шљива                                      | Здравко, делатник комбината                |
| 1981.      | Светозар Марковић                                 | Милан Обреновић                            |
| 1982.      | Живети као сав нормалан свет                      | професор                                   |
| 1982.      | Стеница (ТВ)                                      |                                            |
| 1982.      | Венеријанска раја                                 | глумац                                     |
| 1983.      | Задах тела                                        | Железничар на приредби                     |
| 1983.      | Балкан експрес                                    | Костица                                    |
| 1983.      | Снохватице                                        | Књаз                                       |
| 1983.      | Нешто између                                      | Бармен                                     |
| 1983.      | Карловачки доживљаји 1889                         |                                            |
| 1983.      | Развојни пут Боре Шнајдера                        | Милоје                                     |
| 1984.      | Нешто између (ТВ серија)                          | Бармен                                     |
| 1984.      | Камионџије опет возе                              | секретар                                   |
| 1984.      | Велики таленат                                    | Бимбо                                      |
| 1984.      | Варљиво лето '68                                  | кум Спасоје                                |
| 1984.      | Камионџије 2                                      | секретар                                   |
| 1985.      | И то ће проћи                                     | Јанко Ђорђевић „Карло“                     |
| 1985.      | Јагоде у грлу                                     | Бане Бумбар                                |
| 1986.      | Мис                                               | филмски режисер                            |
| 1986.      | Од злата јабука                                   | Комуниста из комитета                      |
| 1986.      | Путујуће позориште Шопаловић                      | Мајцен                                     |
| 1986.      | Родољупци                                         | Нађ Пал                                    |
| 1987.      | Погрешна процена                                  |                                            |
| 1987.      | Случај Хармс                                      | Марија Василијевна                         |
| 1987.      | Стратегија швраке                                 | Здравко                                    |
| 1987.      | Под рушевинама                                    |                                            |
| 1987.      | Увек спремне жене                                 | послодавац                                 |
| 1987.      | Вук Караџић                                       | Стефан Живковић                            |
| 1988.      | Роман о Лондону (мини-серија)                     | Директор књижаре                           |
| 1988.      | За сада без доброг наслова                        | пријатељ                                   |
| 1988.      | Четрдесет осма — Завера и издаја (мини-серија)    | Маестро, вођа хора                         |
| 1987–1988. | Бољи живот                                        | Божидар Кецић „Кец"                        |
| 1988.      | Браћа по матери                                   |                                            |
| 1988.      | Новогодишња прича (ТВ)                            |                                            |
| 1988.      | Други човек                                       |                                            |
| 1988.      | Балкан експрес 2                                  | Костица                                    |
| 1989.      | Бој на Косову                                     | Тамнавац                                   |
| 1989.      | Обична прича                                      |                                            |
| 1989.      | Последњи круг у Монци                             |                                            |
| 1989.      |                                                   |                                            |
| 1989.      | Ђавољи рај                                        | свештеник                                  |
| 1989.      | Балкан експрес 2                                  | Коста                                      |
| 1990-е     |                                                   |                                            |
| 1990.      | Покојник                                          | господин Ђурић                             |
| 1990.      | Граница                                           | друг из комитета                           |
| 1990.      | Стратегија швраке (мини-серија)                   |                                            |
| 1991.      | Мој брат Алекса                                   | Шмита                                      |
| 1992.      | Шовинистицка фарса 2                              | луди Аца                                   |
| 1992.      | Алекса Шантић                                     | Шмита                                      |
| 1992.      | Дезертер                                          |                                            |
| 1993.      | Боље од бекства                                   | управник позоришта                         |
| 1994.      | Слатко од снова                                   | Спигети                                    |
| 1994.      | Биће боље                                         | Пера                                       |
| 1995.      | Била једном једна земља                           | капетан Алберт                             |
| 1996.      | Била једном једна земља                           | капетан Алберт                             |
| 1996–1997. | Горе доле                                         | Модни менаџер                              |
| 1998.      | Никољдан 1901. године                             | Мита                                       |
| 1998.      | Храна за главу                                    | Муж                                        |
| 2000-е     |                                                   |                                            |
| 2000.      | А сад адио                                        | Листер                                     |
| 1998–2001. | Породично благо                                   | Јанко Јанковић „Листер"                    |
| 2001.      | Лола                                              | Паја Шећеровић                             |
| 2002.      | Сузе Дениса Тита                                  | мајор                                      |
| 2001–2002. | Породично благо 2                                 | Јанко Јанковић „Листер"                    |
| 2003.      | Јагода у супермаркету                             | Драган                                     |
| 2003.      | Сјај у очима                                      | отац                                       |
| 2004.      | Слободан пад                                      | главни члан комисије                       |
| 2004.      | Стижу долари                                      | Гвозден Гвозденовић                        |
| 2005–2006. | Стижу долари 2                                    | Гвозден Гвозденовић                        |
| 2006.      | Сутра ујутру                                      | чика Сава                                  |
| 2007.      | Бела лађа                                         | Симоновић                                  |
| 2007.      | Оно наше што некад бејаше                         | старешина суда                             |
| 2008.      | Није крај                                         |                                            |
| 2007–2015. | Улица липа                                        | Жиле                                       |
| 2009.      | Оно као љубав                                     |                                            |
| 2010-е     |                                                   |                                            |
| 2013.      | Тражим помиловање или велика тајна                | Мирослав Крлежа                            |
| 2015–2016. | Синђелићи                                         | Момчило-Раша Синђелић                      |
| 2016.      | Село гори, а баба се чешља (ТВ серија)            | пензионер у Дому здравља                   |
| 2019.      | Жмурке (ТВ серија)                                | Учитељ                                     |
| 2019.      | Слатке муке                                       | господин Симић                             |
| 2019—2020. | Јунаци нашег доба                                 | Арсеније Арса Чичановић                    |
| 2020-е     |                                                   |                                            |
| 2020.      | Жив човек                                         | Светозар                                   |
| 2020.      | Ургентни центар                                   | Др. Мешовић                                |
| 2021.      | Александар од Југославије (ТВ серија)             | Влатко Мачек                               |
| 2021-2022. | Јунаци нашег доба 2                               | Арсеније Арса Чичановић                    |